# The Gift (filme de 2015)
The Gift (Brasil: O Presente ) é um filme de suspense psicológico produzido na Austrália, dirigido por Joel Edgerton e lançado em 2015.